# Closteromorpha reniplaga
Closteromorpha reniplaga är en fjärilsart som beskrevs av George Francis Hampson 1910. Closteromorpha reniplaga ingår i släktet Closteromorpha och familjen nattflyn. Inga underarter finns listade i Catalogue of Life.